# Bible de Genève
Ne doit pas être confondu avec Geneva Bible.

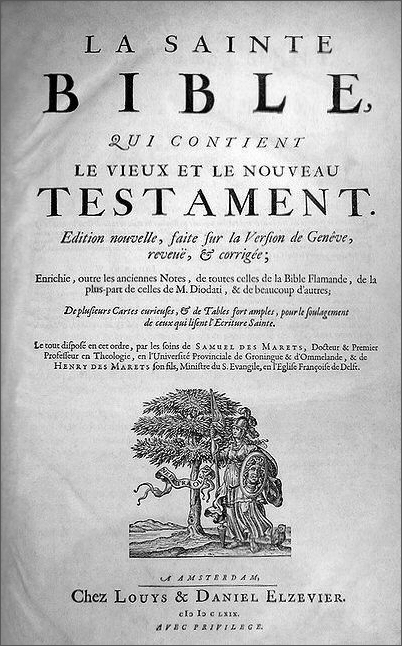
Frontispice de la Bible de Genève de 1669

La Bible de Genève est une édition protestante de la Bible en français, publiée pour la première fois soit en 1562, soit en 1588 ; c'est une révision de la Bible d'Olivétan.
Il s'agit d'une édition distincte de la Geneva Bible, traduction anglaise de la Bible réalisée à Genève par des exilés anglais et diffusée aux XVIe et XVIIe siècles.

## Nom
L'édition appelée Bible de Genève est considérée comme étant soit l'édition de la Bible d'Olivétan publiée en 1562,,, soit la révision de 1588 de la Bible d'Olivétan, effectuée par Théodore de Bèze,.

## Histoire

Schéma explicatif

En 1644 paraît une révision de la Bible de Genève par Giovanni Diodati.  
Une version de la Bible de Genève est publiée à Paris par Pierre des Hayes et Antoine Cellier dont le titre du volume général est daté de 1652 mais dont la partie Nouveau Testament est de 1669 : il est vraisemblable qu'il s'agisse d'une précédente édition de l'Ancien Testament de Cellier dans sa version de 1652 ou 1656 auquel a été ajoutée une nouvelle impression du Nouveau testament. 
En 1669 à Amsterdam Samuel Desmarets et son fils Henri publient chez les frères Elzévier une « édition nouvelle, faite sur la version de Genève revue et corrigée ; enrichie, outre les anciennes notes, de toutes celles de la Bible flamande[Laquelle ?], de la plupart de celles de [Giovanni] Diodati, et de beaucoup d'autres ». Reproduisant essentiellement la version de 1652, cet énorme in-folio (432 × 277 mm) de 1680 pages avec de nombreuses annotations, comportant des cartes du Paradis terrestre, de l'exode des Israélites, du voyage des apôtres et de la Palestine, est « un monument de la typographie, une curiosité et une rareté bibliographiques ».

## Révisions

### Bible de David Martin

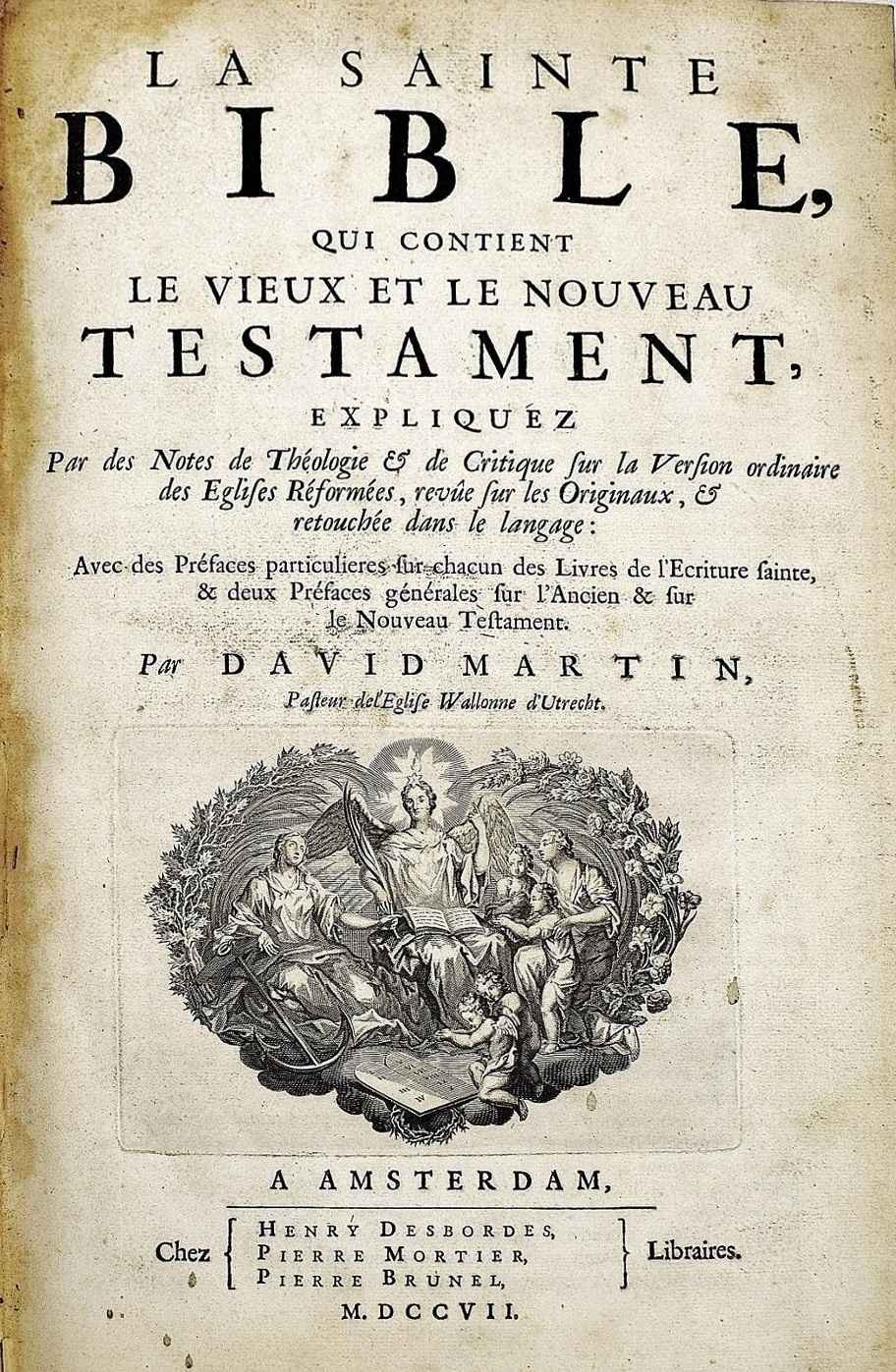
La Bible Martin, 1707

Le Synode des Églises wallonnes charge, à la fin du XVIIe siècle, le théologien David Martin de mettre au point une nouvelle traduction. Sa Bible est « une révision trop littérale de la Bible de Genève, en un français pas toujours très correct ». Il publie sa traduction du Nouveau Testament en 1696, et celle de la Bible complète en 1707. David Martin, dont l'érudition est grande, accompagne le texte de la Bible de nombreuses notes, mais le texte lui-même mérite parfois, selon Paul Stapfer, le qualificatif de galimatias.
Après la mort de David Martin, une révision de la Bible Martin fut publiée en 1724. Une révision par Pierre Roques paraît la première fois en 1736, ou en 1744. En 1746 paraît une révision de la Bible Martin par le pasteur Samuel Scholl,.

### Bible d'Ostervald

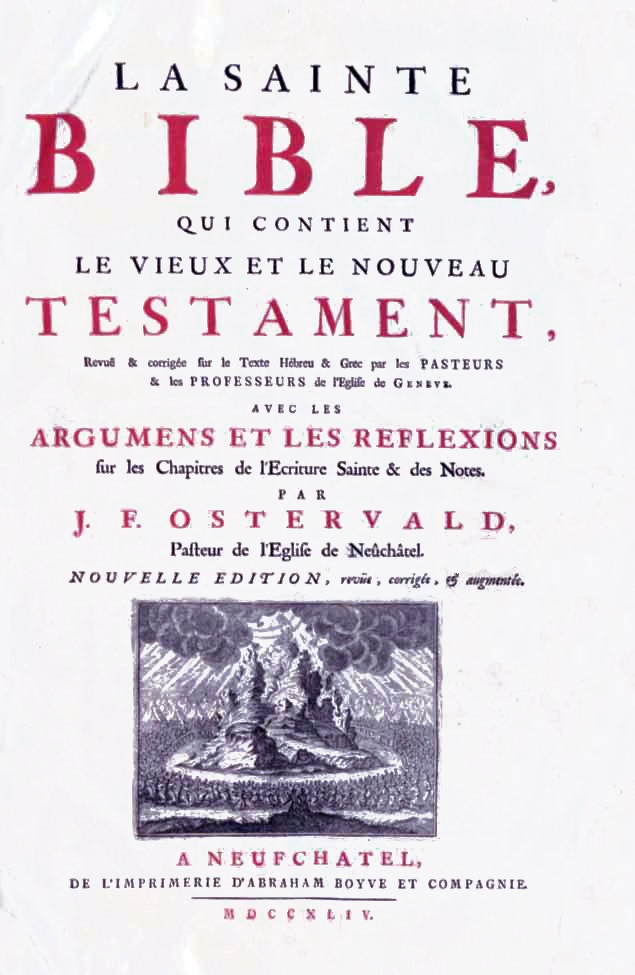
Bible d'Ostervald, 1744

En 1744 est publiée la révision de la Bible de Genève par Jean-Frédéric Ostervald et dont le succès est très grand. Elle fait, à son tour, l'objet de révisions pendant tout le XIXe siècle. Auparavant, des rééditions de la Bible Martin avaient vu le jour « en 1722 à Amsterdam, en 1724 à Rotterdam et à Genève. Ces deux éditions de 1724 comportent "les nouveaux arguments et les nouvelles réflexions" de Jean-Frédéric Ostervald déjà publiées par leur auteur en 1720. Bien entendu ces ouvrages de 1724 contiennent quelques corrections ; mais il ne faut pas les confondre avec la Bible d'Ostervald qui paraîtra en 1744. »